# Benjamin Forstner

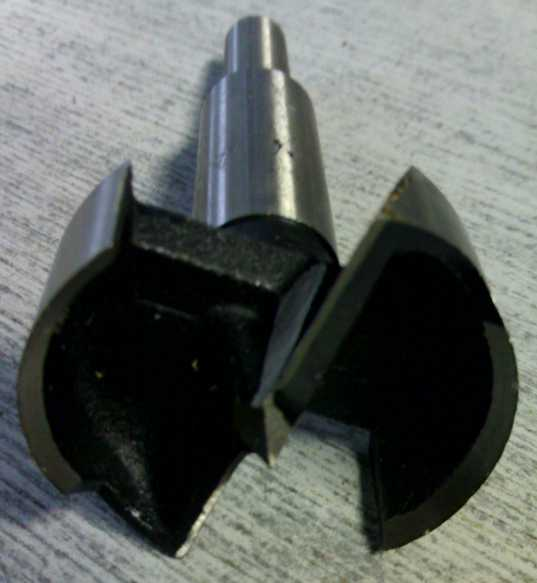
Forstnerův vrták

Benjamin Forstner (25. března 1834 – 27. února 1897) byl americký puškař, vynálezce a obchodník.
Forstner se narodil v Beaver County v Pensylvánii. Po dosažení zletilosti se přestěhoval do Missouri. Zde se setkal s Wiliamem Keilem a jeho utopickými teoriemi. Pod jejich vlivem Keila a jeho komunu následoval v roce 1863 na severozápadní pacifické pobřeží do Marion county v Oregonu. Zde komuna založila město Aurora.
V roce 1865 se však Forstner usadil v Salemu a příští rok se tu i oženil.
Ve městě si založil puškařskou dílnu. Vynalezl dodnes nepřekonaný typ vrtáku k zhotovování přesných a čistých děr do dřeva s plochým dnem, který nese jeho jméno. Ten byl mnohem vhodnější k práci jak výrobců pažeb, tak také pro truhlářskou výrobu, než do té doby používaný vynalezený Russelem Jenningsem se středící šroubovicí. Také na rozdíl od něj nenarušoval strukturu vláken dřeva na řezu.
Vynález byl patentován 22. září 1893. Forstner často obchodně cestoval po USA. Na těchto cestách se mimo jiné snažil propagovat svůj vynález. Vrták získal na stoleté výstavě ve Filadelfii nejvyšší ocenění. Totéž se opakovalo i v roce 1893 na Columbian Exposition. Vynálezce také poskytl licence na výrobu několika společnostem. Dlouhá léta jej vyráběly firmy Colt Firearms Company v Hartfordu a Bridgeport Gun Implement Company v Connecticutu.
Díky výnosným licencím se Forstner stal zámožným a váženým občanem města Salem.
Vynalezl i jeden z typů elektromotoru. Forstnerův vrták se v mnoha provedeních vyrábí až do současnosti, ačkoli jeho design se mírně změnil.
Forstner s podnikáním přestal v roce 1891. Díky své podnikavosti byl finančně velmi dobře zajištěn a vlastnil i několik nemovitostí, velkou rezidenci a také 160 akrů lesa.
Benjamin Forstner zemřel v Salemu na delší komplikace způsobené chřipkou. Pohřben byl 2. března 1897. Jeho žena Louisa zemřela o dvacet let později 12. září 1917 ve věku 75 let.